# Laboratorium (skała)
Laboratorium – grupa skał we wsi Czatachowa, w województwie śląskim, w powiecie myszkowskim, w gminie Żarki. Skały znajdują się w porośniętym lasem wzniesieniu po północnej stronie zabudowanego obszaru wsi. Pod względem geograficznym jest to obszar Wyżyny Częstochowskiej.
Skały znajdują się w lesie. Z Czatachowej można do nich dojść niebieskim Szlakiem Warowni Jurajskich w kierunku Złotego Potoku. Po lewej stronie szlaku znajduje się jaskinia z napisem Jaskinia Pawloka, a skały Laboratorium są w lesie, tuż powyżej niej i są ze szlaku widoczne. Mają wysokość do 12 m i pionowe lub przewieszone ściany zbudowane z twardych wapieni skalistych. W 2014 i 2015 r. wspinacze skalni poprowadzili na nich 15 dróg wspinaczkowych o trudności od IV do VI.6 w skali Kurtyki. Są też projekty czterech innych dróg i możliwość poprowadzenia jeszcze jednej. Na prawie wszystkich drogach zamontowano stałe punkty asekuracyjne: ringi (r), stare kotwy (s) i stanowiska zjazdowe. Wśród wspinaczy skalnych skała jest średnio popularna.

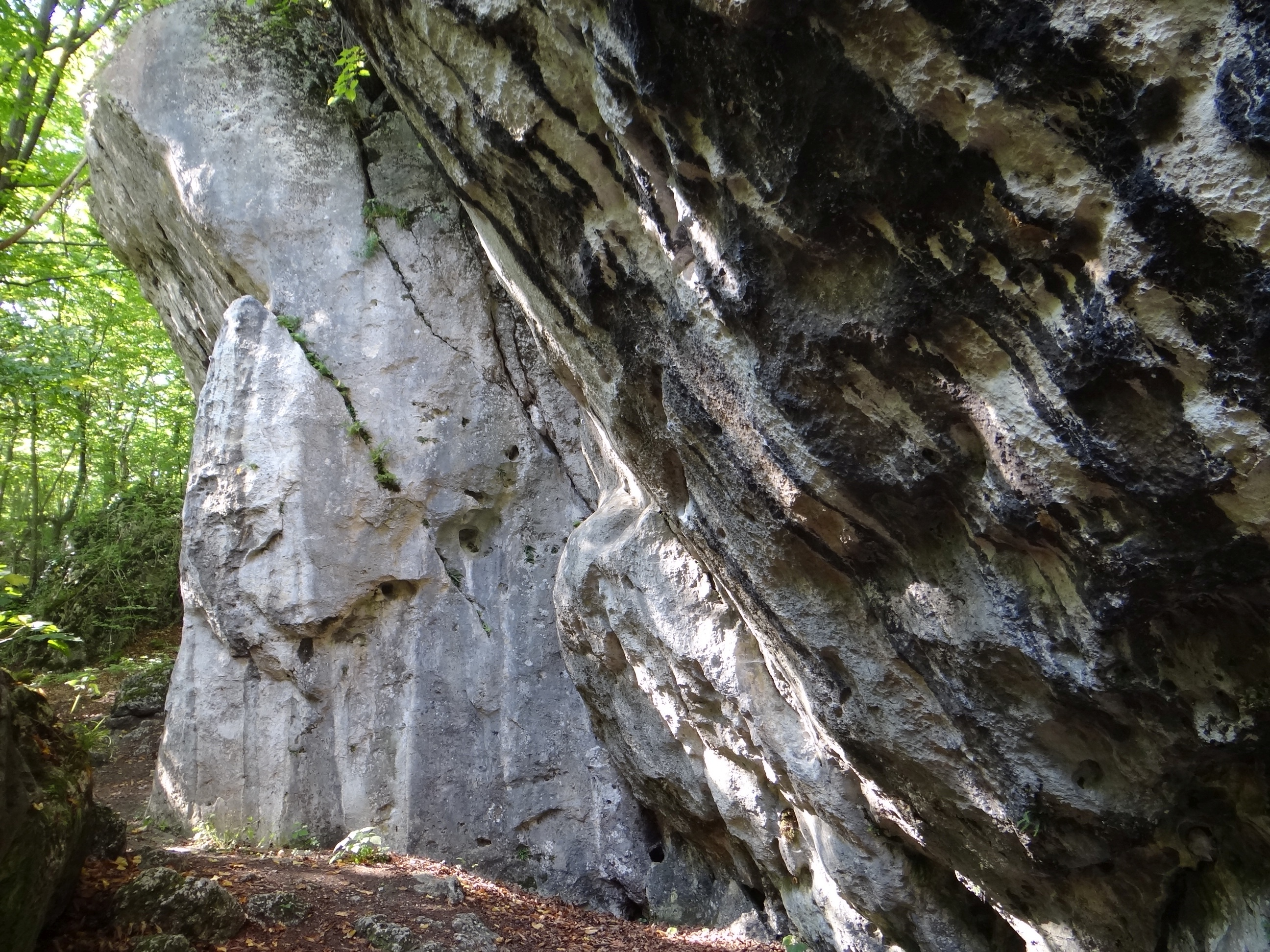
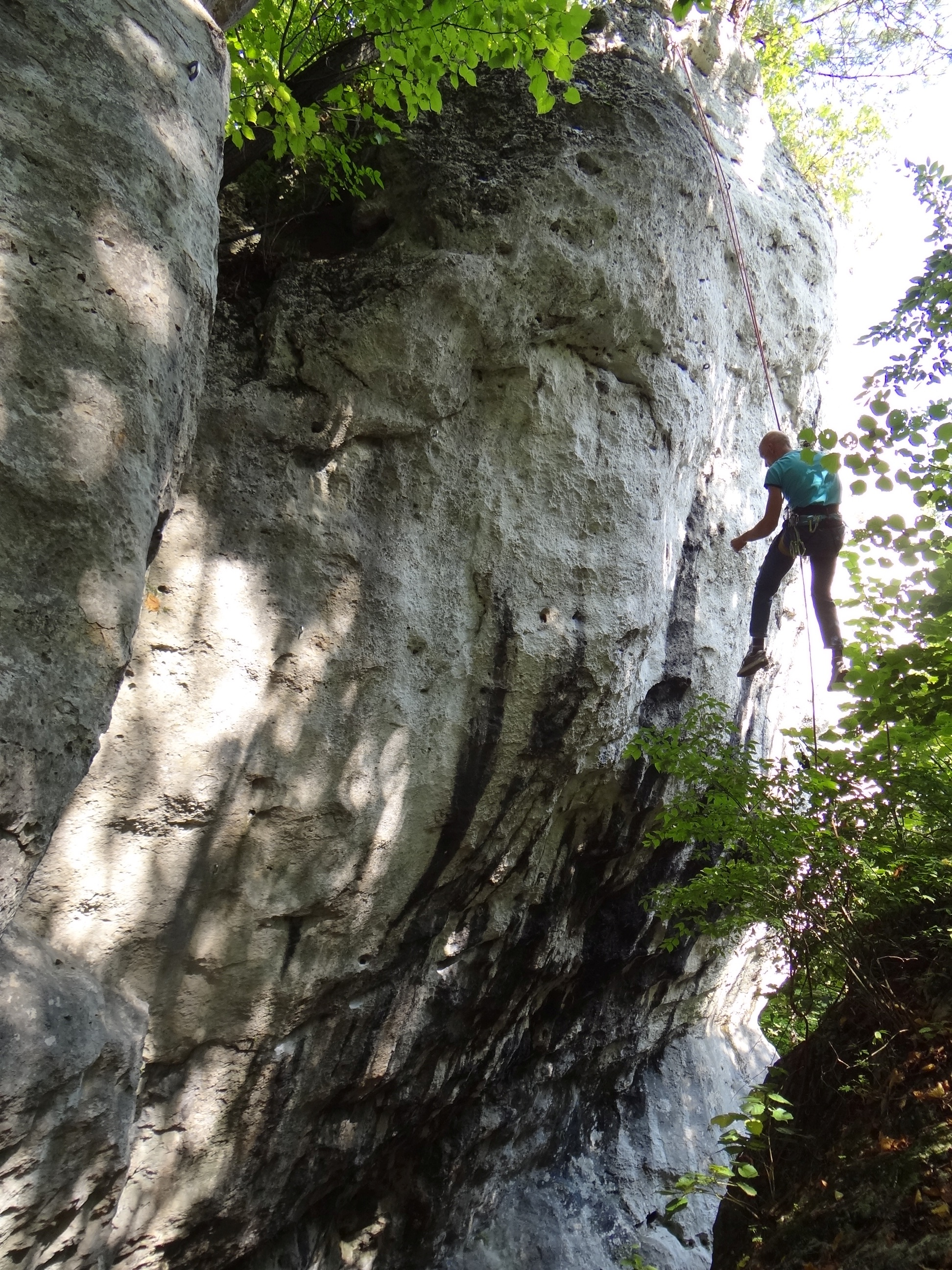
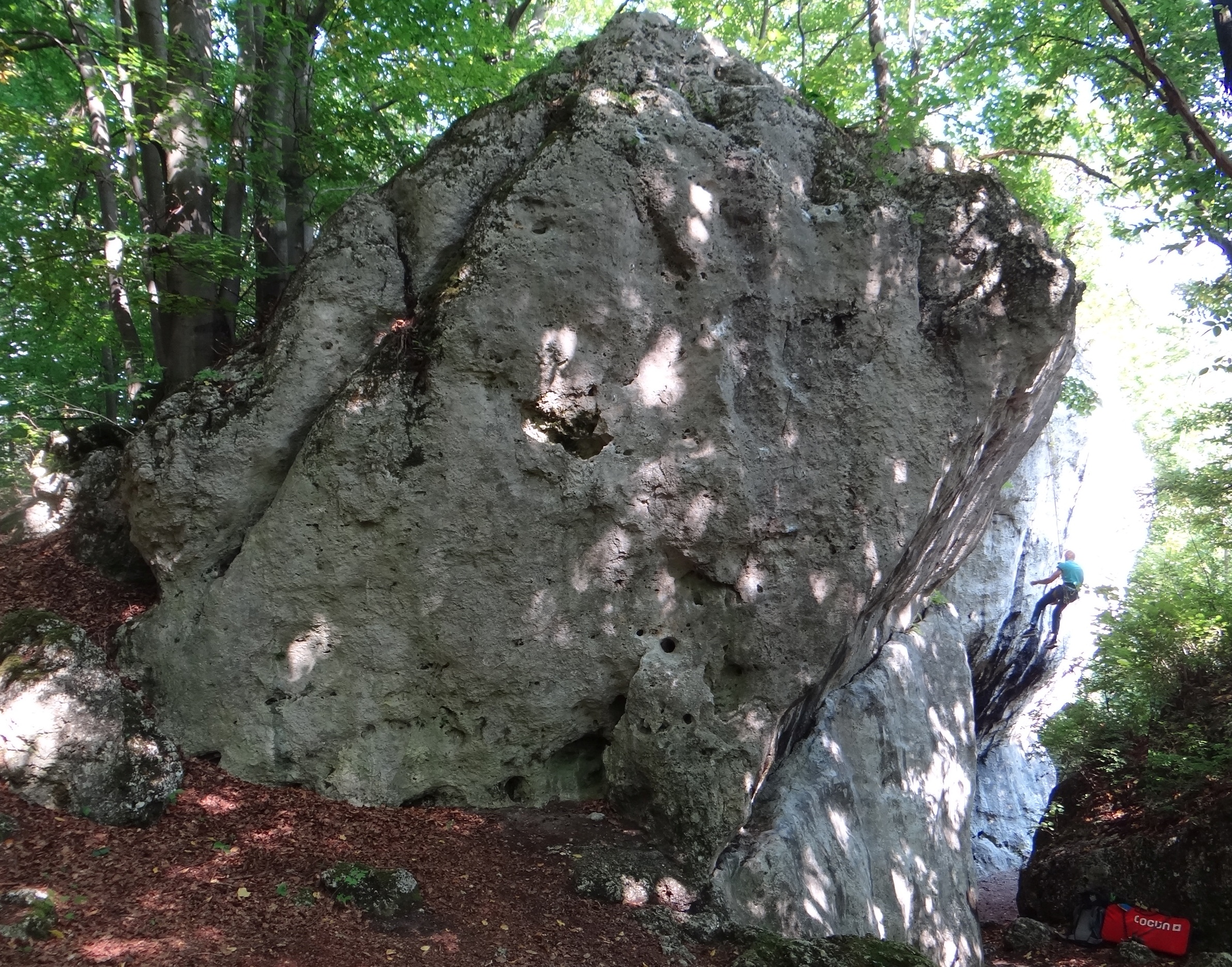
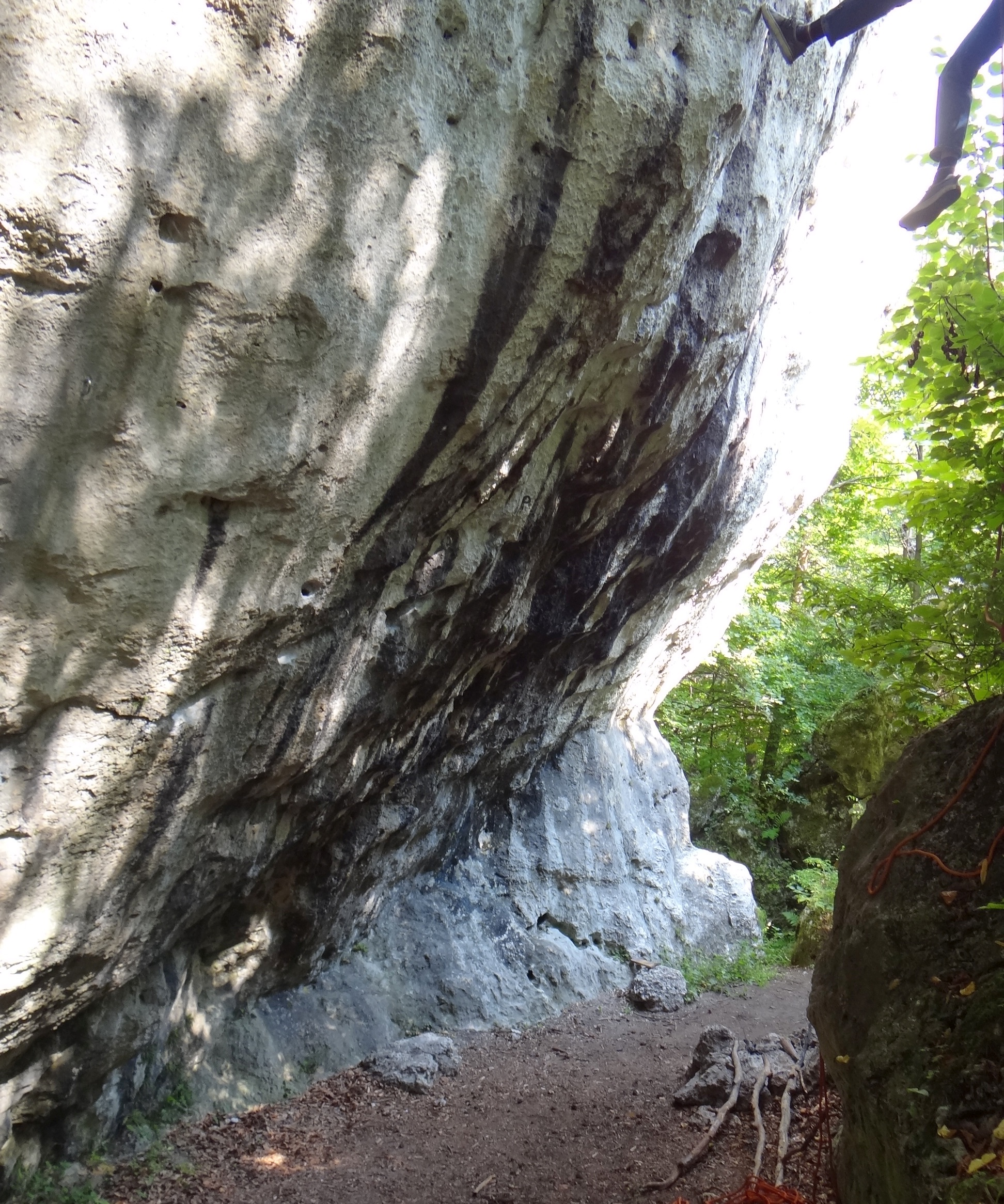
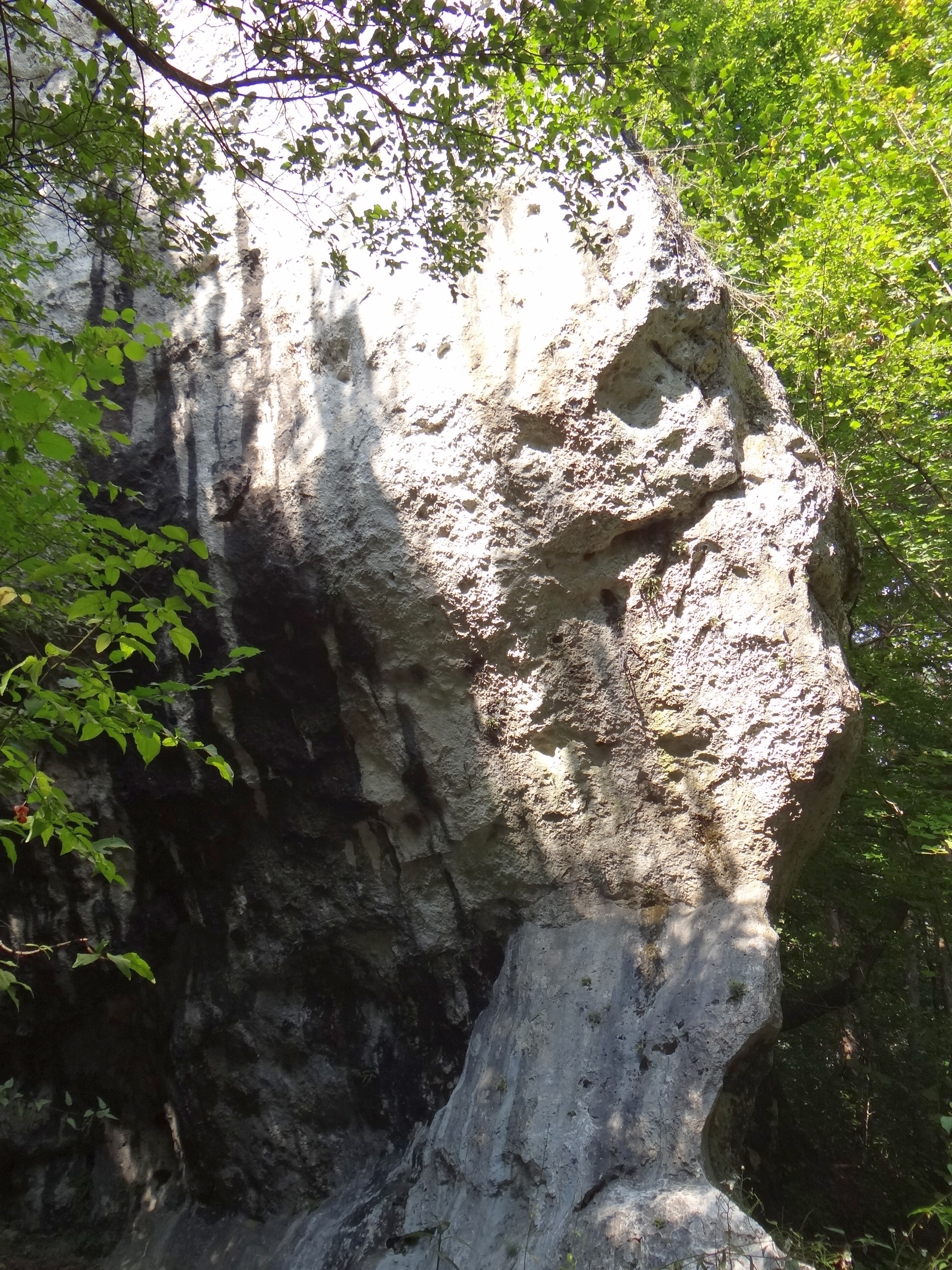
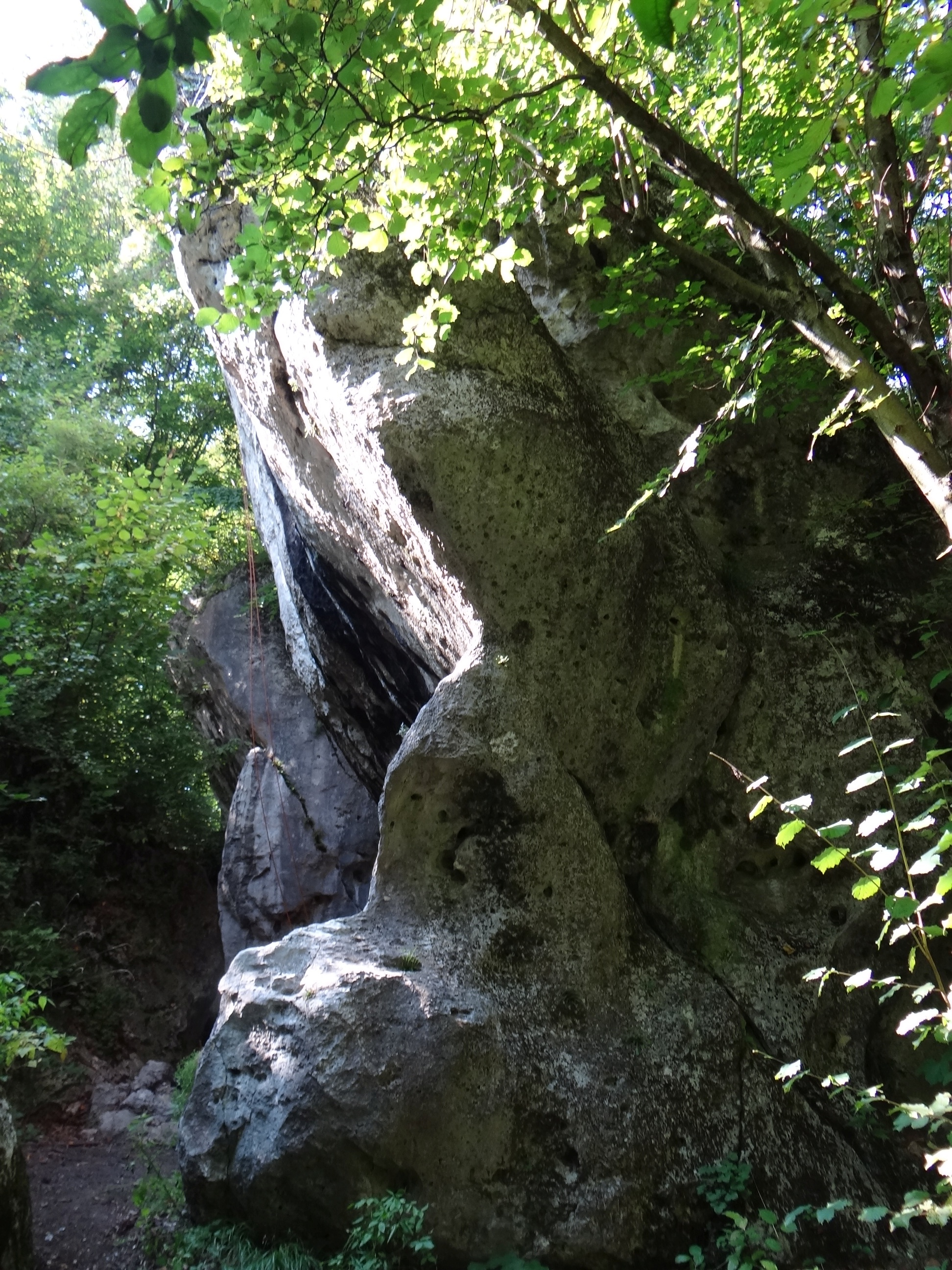

1. Ostatni sprawiedliwy; VI.2+, 4r + st
2. Możliwość
3. Alicja w krainie czarów; VI.5+, 2r + st
4. Wariant Alicji; VI.5+, 3r + st
5. Papier lakmusowy; V+, 3r + st
6. Analiza; VI.3+, 3r + st
7. Apacz; VI+,
8. PN 5,5; VI.4, 3 r + st
9. One love; VI.3+, 3r + st (droga szczególnie polecana)
10. Projekt; 2r + s + st
11. Kancik; VI.4, 3r + st
12. Kominek; III+ (nie wystarczą same ekspresy)
13. Bez kantu na starcie; VI.2, 4r + st
14. Szalony naukowiec; VI.2+, 3r + st
15. Projekt; 4r + st
16. Born in the PRL; VI.5, 5r + st (droga szczególnie polecana)
17. Born in the USA; VI.5+/6, 5r + st
18. Projekt
19. Projekt, 4r + st
20. Karma; VI.4+, 5r + st
21. Biała mysz; V[3].

W skałach  Laboratorium znajdują się trzy jaskinie: Okap Biwakowy Dolny, Okap Biwakowy Górny i Schronisko nad okapem Biwakowym Dolnym. 